# Сабурова Марфа Єгорівна
Марфа Єгорівна Сабу́рова (до шлюбу Буличова; *15 липня 1925, присілок Доронята — †13 серпня 1983, Кезький район) — радянська колгоспниця, передовиця.

## Біографія
У 1939—1968 роках працювала рядовою колгоспницею у колгоспі «Шлях Леніна» Кулігинського району (з 1956 року — Кезького району). У 1942—1945 роках працювала землекопкою, уповноваженою сільської ради та усього району на будівництві залізниці Іжевськ — Балезіно. Разом зі своїм братом виконувала земляні роботи по 18 м3 за день. Після того, як брат пішов на фронт для участі в Другій світовій війні, працювала за двох.
За свою працю нагороджена орденом Леніна (1945) та медаллю материнства II ступеня.